# Pigs on the Wing 2
Pigs on the Wing 2 és una cançó en dues parts del grup britànic de rock progressiu Pink Floyd a l'àlbum Animals del 1977, concretament la podem trobar al principi i al final del disc. Segons s'ha dit, la cançó és una declaració d'amor que el seu autor, Roger Waters va fer a la seva dona.

## Composició
La cançó està dividida en dues parts, la primera i la cinquena del disc. Les dues parts de la cançó tenen entremig les altres tres cançons de l'àlbum, són com la introducció i l'epíleg i resumeixen la història del disc i en són la clau, tot i que duren molt poc, un minut i mig. Es creu que Roger Waters es refereix a ell mateix com un dels gossos de la cançó Dogs a la segona part:
"Now that I've found somewhere safe to bury my bone 
And any fool knows a dog needs a home,
A shelter from pigs on the wing"
La peça és molt simple i no presenta cap altre instrument que la guitarra acústica que va tocar Waters.

## Crèdits
- Roger Waters - guitarra acústica, veus
- Snowy White - Solo de guitarra
- Rick Wright - Orgue Hammond